# Godefroid Ier de Louvain
Pour les articles homonymes, voir Godefroid.
Godefroid Ier de Louvain, dit le Barbu, le Courageux ou le Grand, né vers 1060, mort le 25 janvier 1139, fut comte de Louvain, de Bruxelles et landgrave de Brabant de 1095 à 1139, puis duc de Basse-Lotharingie de 1106 à 1125 (sous le nom de Godefroid V) et marquis d'Anvers de 1106 à 1139. Il était fils d'Henri II, comte de Louvain et de Bruxelles, et d'Adèle. En 1095, il succéda à son frère Henri III, comte de Louvain et landgrave de Brabant.

## Biographie

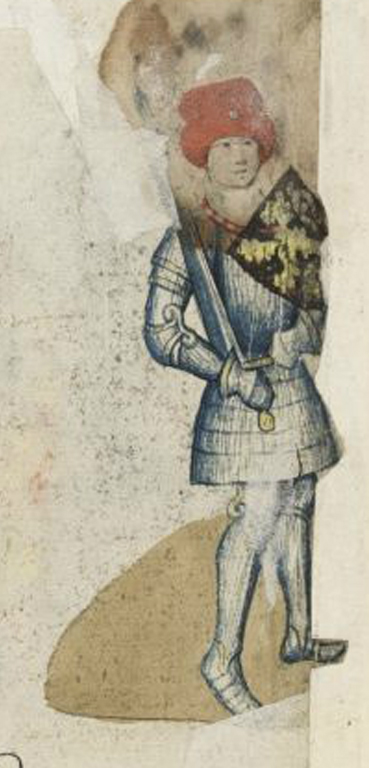
Miniature par Jan van Boendale, Bibliothèque royale de Belgique.

Son premier conflit fut contre l'évêque de Liège Otbert à propos du comté de Brunengeruz que les deux revendiquaient. L'arbitrage de l'empereur Henri IV attribua en 1099 le comté à l'évêque, qui le confia à Albert III, comte de Namur. Il arbitra ensuite un litige entre Henri IV, comte de Luxembourg et de Limbourg, et Arnoul Ier, comte de Looz, à propos de la nomination de l'abbé de Saint-Trond. Il se montre partisan de l'empereur en Lotharingie et défend ses intérêts face au comte de Flandre qui envahit le Cambrésis en 1102.
L'empereur Henri IV meurt en 1106. Le nouvel empereur, Henri V, qui s'était révolté contre son père, décida de se venger des partisans de son père. Il emprisonna Henri de Limbourg et lui retira le duché de Basse-Lotharingie pour le donner à Godefroy. Évadé, Henri tenta de reprendre son ancien duché et prit Aix-la-Chapelle, mais Godefroy le vainquit.
En 1114, à l'occasion d'une brouille entre l'empereur et le pape Pascal II, une insurrection éclata en Germanie, à laquelle prit part le duc Godefroy. Ce ne fut qu'en 1118 que l'empereur Henri V rallia Godefroy à sa cause. L'année suivante mourut le comte de Flandre Baudouin VII à la Hache. N'ayant pas de fils, la Flandre fut disputé entre plusieurs héritiers, dont Guillaume d'Ypres qui avait épousé une nièce de la seconde femme de Godefroy. Godefroy le soutint, mais ne réussit pas à l'imposer face à Charles de Danemark.
Cette même année mourut Otbert, évêque de Liège, deux candidats furent élus pour lui succéder, et se firent la guerre, dans laquelle intervint Godefroid, qui fut également du côté du perdant. Mais peu après débuta une période où, par ses alliances, il dominait la Lotharingie, maria sa fille avec le roi d'Angleterre, lequel était le beau-père de l'empereur. Mais ce dernier mourut en 1125, et deux seigneurs briguèrent le trône impérial : Lothaire de Supplimbourg et Conrad de Souabe. Godefroy soutint Conrad, et Lothaire fut élu. Celui-ci retira la Basse-Lotharingie à Godefroy pour la donner à Waléran de Limbourg, mais Godefroy parvint à conserver le marquisat d'Anvers et le titre ducal.

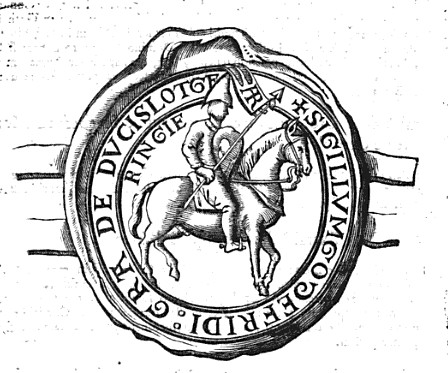
' (« Sceau de Godefroid : Grand duc de Lotharingie »).

En Flandre, Charles le Bon fut assassiné en 1127, et la succession fut revendiquée par plusieurs seigneurs. Guillaume Cliton est choisi, mais son autorité cause rapidement du mécontentement et des révoltes, et Godefroy intervint à nouveau dans la lutte, sans grand succès et finit par s'allier avec le vainqueur, Thierry d'Alsace. Il eut encore l'occasion de se battre, contre l'évêque de Liège, puis contre le comte de Namur.
Godefroid meurt le 25 janvier 1139 et fut enterré à l'abbaye d'Affligem. Certains auteurs le disent mort en 1140, mais cette datation est fausse. Son fils Godefroid II de Louvain lui succéda.

## Mariages et descendance
En 1099, il épousa en premières noces Ida ou Ide de Chiny ou de Chigny ou de Namur (1078 ou 1088-1117),fille d'Otton II,  comte de Chiny et d'Adélaïs ou Adélaïde de Namur, fille d'Albert III, comte de Namur et Ida de Saxe. Ils eurent :
- Godefroid II de Louvain (1107 † 1142), comte de Louvain et de Bruxelles, et duc de Basse-Lotharingie ;
- Adelaïde († 1151, enterrée dans l'abbaye d'Affligem), mariée :
  1. en 1121 avec le roi Henri Ier d'Angleterre (1070 † 1135),
  2. puis avec Guillaume d'Aubigny († 1176), comte d'Arundel et de Lincoln ;
- Ide († 1162), mariée vers 1128 avec Arnold Ier, comte de Clèves ;
- Clarisse († 1140), morte avant 1140 ;
- Henri († 1141), moine à l'abbaye d'Affligem.

Veuf, il se remarie vers 1120 à Clémence de Bourgogne († 1133), veuve de Robert II, comte de Flandre, sœur du pape Calixte II et fille de Guillaume Ier, comte de Bourgogne et d'Étiennette. Ils eurent[réf. souhaitée] :
- Gosuin ou Jocelin, qui accompagna sa sœur en Angleterre et s'y installa, après avoir épousé Agnès de Percy.